# Chiroteche

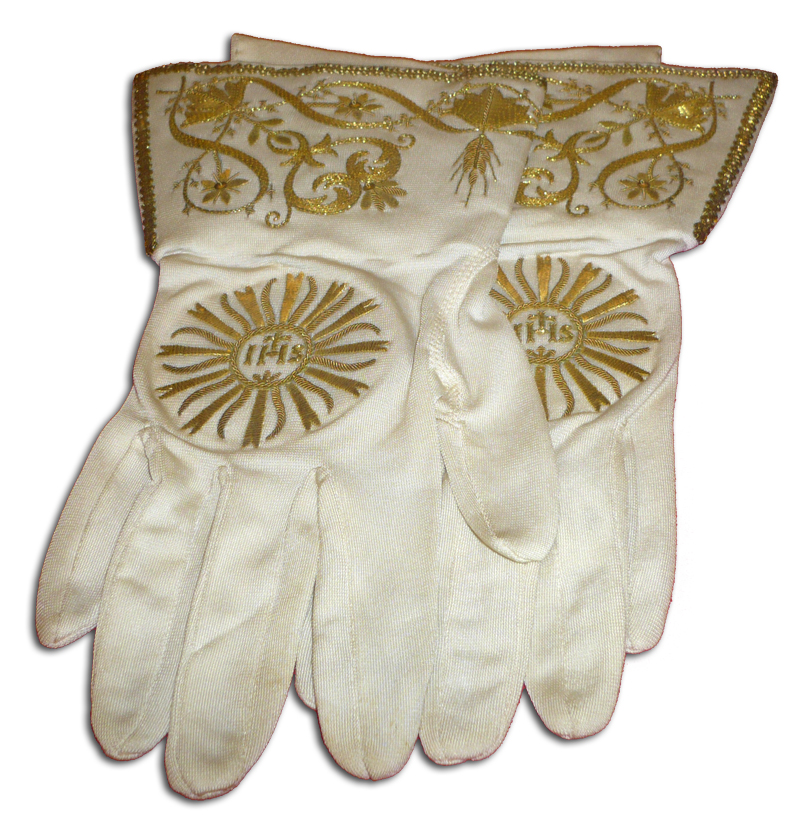
Chiroteche pontificali bianche

Le chiroteche sono un paramento liturgico cattolico usato dai prelati durante le messe pontificali, una forma particolarmente solenne di celebrazione eucaristica. Dal 1968 sono state rese facoltative.
Sono dei guanti che possono essere indossati dai vescovi, dai cardinali e dal pontefice in tali circostanze. Riportano solitamente degli ornamenti e una croce, entrambi dorati, e coprono tutta la mano e metà dell'avambraccio anche se alcune arrivano quasi al gomito. Il loro colore varia a seconda del tempo liturgico. Se indossate, l'anello vescovile o papale dev'essere portato sopra di esse.
Secondo le norme del Pontificale Romano pubblicato nel 1595 da papa Clemente VIII e nelle edizioni posteriori fino al Concilio Vaticano II, durante l'ordinazione episcopale le chiroteche venivano benedette, nel caso non lo fossero, dal celebrante e fatte indossate al nuovo vescovo dopo l'imposizione della mitria; il rito, infine, si concludeva con l'imposizione dell'anello episcopale.

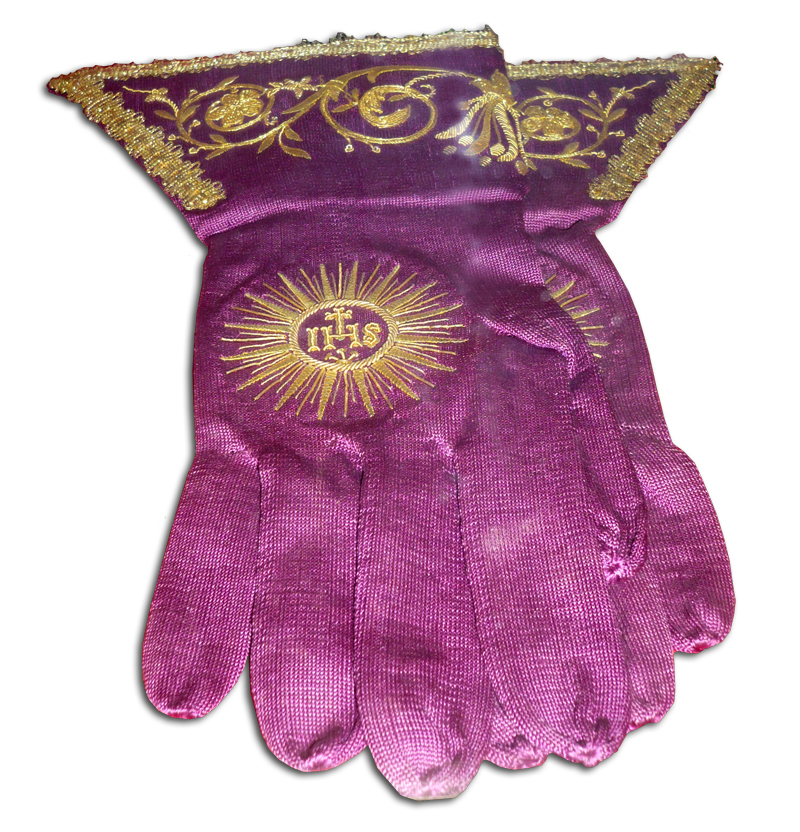
Chiroteche pontificali violacee

Nel Messale Romano fino all'edizione del 1962, nelle celebrazioni in cui si usavano le chiroteche, si imponeva al prelato l'obbligo di recitare la seguente formula mentre le indossava:
Durante la messa vengono indossate fino all'offertorio, vengono poi tolte e non più indossate per il resto della celebrazione.
Dal 1968, prima cioè della pubblicazione della rivista edizione del Messale Romano del 1970, le chiroteche sono state rese facoltative per le celebrazioni in cui ne è previsto l'impiego.
Nelle successive edizioni del Messale Romano non si parla più né delle chiroteche né dei sandali episcopali (le caligulae), la cui menzione sparì già dell'edizione 1962, ma che, secondo le edizioni anteriori, il vescovo che celebrava in pontificalibus doveva indossare, mentre recitava l'apposita preghiera: Calcea, Domine, pedes meos in praeparationem evangelii pacis, et protege me in velamento alarum tuarum.
Fino a papa Giovanni XXIII le chiroteche fecero inoltre parte dei paramenti sacri dei quali doveva essere rivestita la salma del papa per essere esposta all'ultimo saluto dei fedeli, in quello che un tempo era noto come "bacio del piede". A partire da papa Paolo VI esse non sono state più impiegate.